# 尼顿·山度士
尼顿·多斯·山度士（葡萄牙語：Nílton dos Santos，葡萄牙語發音：[ˈniwtõ ˈsɐ̃tus]，1925年5月16日—2013年11月27日），巴西足球运动员，主要踢后卫。他曾随巴西國家足球隊四处征战国际赛事，并赢得了1958年和1962年國際足協世界盃。
作为足球运动史上最伟大的后卫之一，尼顿·山度士被选为20世纪世界最佳足球阵容，并在2004年FIFA的一次颁奖典礼中名列比利的FIFA 100名单之上。2009年，他获得了金足奖。